# Носовихинское шоссе
Носови́хинское шоссе («Носови́ха») — дорога регионального значения на востоке Московской области. Соединяет Москву с дачными посёлками и городами восточной части области.

## Общие сведения
Носовихинское шоссе начинается от МКАД, является продолжением Кетчерской улицы.
Проходит по окраине Московского района Новокосино и 6-ти городским округам области: Реутов, Балашиха, Богородский, Электросталь, Павловский Посад и Ликино-Дулёво. Логическим продолжением является дорога Ликино-Дулево — Шатура.
Дорога двухполосная с 4-х полосными участками с разделителем в Реутове, Железнодорожном и на путепроводах. 
Протяжённость — 78 км. 
В зоне притяжения находятся крупные жилые массивы с общим населением свыше 400 тысяч человек:
- Новокосино и Реутов
- Никольско-Архангельское, Кучино, Железнодорожный, Заря, Купавна
- Электроугли и Храпуново
- южные районы города Электросталь
- Павловский Посад
- Дрезна и Ликино-Дулёво

Причём 2/3 населения проживают в пределах от МКАД до мкр. Железнодорожный, здесь осуществляется оживлённое автобусное сообщение, а ритм автомобильного движения по дороге тесно связан с движением пригородных железнодорожных поездов.
На всём протяжении маршрут  проходит вдоль главного хода Горьковского направления Московской железной дороги и непосредственно подходит к платформам: Кучино, Железнодорожная, Чёрное, Заря, Купавна, 33 км, Электроугли, Храпуново и Есино. 
У платформ 33 км и Купавна с северной стороны организованы перехватывающие стоянки.
Дорога проходит по Вишняковскому (с 2015 года) и вместе с Московским малым кольцом по Фрязевскому (с 2000 года) путепроводам над железной дорогой, и заканчиваясь в г. Ликино-Дулёво, упирается в Большое автомобильное кольцо.
Вдоль дороги построены крупнейшие дачные массивы в Московской области с сезонной миграцией: Вишняковские, Храпуновские и Павлово-Посадские.

## Топонимика
Согласно словарю Поспелова, название якобы происходит от располагавшейся на трассе деревни Носовихи, вошедшей в 1960 году в состав города Железнодорожного. Прежние названия: Вохонская дорога (в честь села Вохна, ныне Павловский Посад), Рогожская дорога. Современное название дано в 1984 году. В действительности Носовиха никогда не входила в состав Железнодорожного, а сменила название и стала посёлком Обираловка, который впоследствии был переименован в город Железнодорожный.  Московская улица Носовиха начиналась за Камер-коллежским  валом у Рогожской заставы. Улица переходила в  одноименную площадь, которая примыкала к линиям Курской железной дороги.

## История
На восточной окраине старой Москвы, между Таганкой, Яузой и Рогожской заставой лет 200—300 тому назад располагалась знаменитая Рогожская ямская слобода. Заканчивалась она у Каменной Рогожской заставы, где с 1742 года проходил Камер-Коллежский земляной вал — граница города.
От Рогожской заставы пролегали три дороги: знаменитая «Владимирка» (теперь шоссе Энтузиастов), проходившая через село Рогожки (впоследствии г. Богородск, затем — Ногинск) во Владимир; «Носовиха», проходившая через Перово, Кусково, Гиреево, Крутицы и Носовиху в Павловский Посад (прежде Вохна или Вохонь); «Коломенка» — через Люберцы и Бронницы до Коломны и дальше на Рязань (с 1919 года — ул. Рабочая). Трассировка Носовихинского шоссе в пределах города Москвы проходила по современным улицам: Международная (до 1919 года — улица Носовиха), Перовский проезд, Кусковская, Кетчерская.
Рядом с Москвой по Носовихинской дороге в XIX веке селились работники близлежащих предприятий (большей частью старообрядцы). В поселке Носовиха действовала церковь Василия Исповедника (архитектор А. И. Попов). В начале 1930-х годов служба в церкви была прекращена. Здание стали использовать для хранения следственных дел НКВД.
В 1864—66 годах началось строительство Московско-Курской железной дороги, которая пересекла все три вышеупомянутые шоссе. Она прошла по мосту над Владимиркой, под мостом Коломенской, через переезд Золоторожского вала у завода «Гужон» (ныне «Серп и Молот»), а Носовиху просто перекрыли и на ней построили товарную станцию и вагоноремонтные мастерские (ныне завод имени В. Е. Войтовича). Дорога на Перово и Носовиху стала начинаться от мастерских. После постройки между мастерскими и Старообрядческой улицей автобазы Метростроя № 3 проезд на Перово стал начинаться у северной границы старообрядческого Рогожского кладбища, возникшего между Перовской и Коломенской дорогами ещё во время чумы 1771 года. Ныне этот участок дороги называется Перовским проездом. Левая сторона дороги (Перовского проезда) застраивалась со второй половины XIX столетия типовыми деревянными домиками, стоявшими регулярными кварталами между Владимирским шоссе и Носовихой. Поселок этот первоначально также называли Носовихой, а улицы и переулки именами домовладельцев или их прозвищами: Шепелюгинская, Душинская, Старообрядческая улицы, Бобылевский, Бондарный, Еремеевский, Минеев, Мягков, Магазинный, Рунов, Силин, Постовой переулки…
Рядом с Перовским проездом, напротив завода «Москабель» у железнодорожной линии была свалка металлолома (позже — завод «Вторчермет»), куда в годы войны привозили с полей сражений подбитую технику для переплавки на заводе «Серп и Молот». Местные ребята — Юра Цепков и его друзья с Перовского проезда — сняли пулемёт с подбитого танка и во время вражеских налётов обстреливали «Юнкерсы». Когда же один из «Юнкерсов» был сбит, то никак не могли выяснить — кто сбил. Неизвестную огневую точку вскоре нашли и ребятишек осудили за незаконное владение оружием. Выпустили их только в конце войны после длительных хлопот матерей.
В конце Перовского проезда (дом № 41) в 1927 году был создан завод «Химметалл», занимавшийся переработкой отходов белой жести и выпуском радиоизделий. В начале 1930 годов его преобразовали в химический завод № 5 имени М. В. Фрунзе, выпускавший продукцию на базе олова, а в конце 1930-х годов — Московский экспериментальный завод пластмасс.
В апреле 1943 года на базе заводских лабораторий был организован НИИ пластмасс имени Г. С. Петрова. Здесь начинал свою трудовую деятельность экс-мэр Москвы Ю. М. Лужков.
Справа по проезду, рядом с Рогожским кладбищем, в конце 20-х годов был организован Перовский колхозный рынок, в конце войны принявший от Малаховского и Тишинского рынков эстафету главной «барахолки» Москвы. Её закрыли только в середине 1950-х годов, когда началась реконструкция шоссе Энтузиастов и осложнилось движение транспорта по дороге.
За переездом на следующем отрезке Носовихинской дороги в 1928 году появился 4-й Кабельный проезд, частично застроенный заводом «Москабель» (слева), а справа — АО «Мазут». 4-й Кабельный проезд заканчивается у бывшего Центрального проезда (ныне конец Авиамоторной улицы). Здесь стояли бараки рабочих и строителей местной большой промышленной зоны.
Промышленная зона начала складываться к началу XX столетия. У пруда Ключики, рядом с Перовской дорогой, возник рессорный заводик П. В. Мохова (80 рабочих), выпускавший рессоры к различным экипажам. После революции его преобразовали в рессорно-механический завод им. Володарского. Здесь же с середины XIX века и до революции работала шёлковая фабрика Рошфора. За прудом была дача Давыдова. Ныне этот участок Носовихинской дороги у платформы Новогиреево сохранился в виде Перовской и Кетчерской улиц.

## Достопримечательности
В полутора километрах от переезда в Купавне находится памятник природы областного значения — озеро Бисерово.
- Церковь Святой Екатерины (1906), Рахманово.
- Храм Казанской иконы (1863), Казанское.

## Придорожные услуги
На 2018 год довольно развито обслуживание автомобилистов: 
- из Москвы — 6 заправок (одна АГЗС), 6 пунктов ремонта, 6 шиномонтажных, 8 автомоек, 5 пунктов быстрого питания.
- на Москву — 13 заправок, 10 пунктов ремонта, 15 шиномонтажных, 11 автомоек, 11 пунктов быстрого питания.

Множество магазинов разной направленности, несколько торговых центров, два строительных рынка.

## Перспективы
В начале 80-х годов XX века существовал план продления Носовихинского шоссе в пределах МКАД. Предполагалось, что шоссе пройдёт по трассе Зелёного проспекта.
Актуальный проект реконструкции Носовихинского шоссе предусматривает строительство одноуровневой развязки, что улучшит транспортную доступность Реутовского путепровода.